# Kothlehen (Velden)
Die Kothlehen ist ein Gemeindeteil des Marktes Velden im niederbayerischen Landkreis Landshut.

## Lage
Der Weiler Kothlehen liegt 3,6 Kilometer südlich des Marktplatzes von Velden oberhalb des Kothelener Bachs, der in den Nehaider Graben mündet.  Er gehörte früher zur Gemeinde Felizenzell, bis diese am 1. Mai 1978 nach Velden eingemeindet wurde.

## Bevölkerungsentwicklung
Um 1871 gab es in der Kothlehen fünf Einwohner. Im Mai 1987 lebten dort drei Einwohner in einem Wohngebäude.
| Jahr      | 1871 | 1925 | 1950 | 1970 | 1987 |
| Einwohner | 5    | 6    | 6    | 3    | 3    |